# 札幌社会人サッカーリーグ
札幌社会人サッカーリーグ（さっぽろしゃかいじんサッカーリーグ）とは、全国の各都道府県にあるサッカーの都道府県リーグの下部の支部リーグのひとつ。北海道札幌地区のクラブチームが参加するリーグである。

## 概要・レギュレーション
2025年度の札幌社会人サッカーリーグは6部、ミドルリーグ3部の構成となっている。
- 1部（Sリーグ） : 6チーム 2回戦総当たり方式
- 2部（Aリーグ1部） : 10チーム 1回戦総当たり方式
- 3部（Aリーグ2部） : 10チーム 1回戦総当たり方式
- 4部（Aリーグ3部） : 10チーム 1回戦総当たり方式
- 5部（Aリーグ4部） : 11チーム 1回戦総当たり方式
- 6部（Aリーグ5部） : 11チーム 1回戦総当たり方式
- 7部（A6&L部） : 2024年度限りで廃止
- ミドルリーグA : 10チーム 1回戦総当たり方式
- ミドルリーグB : 10チーム 1回戦総当たり方式
- ミドルリーグC : 8チーム 1回戦総当たり方式+順位決定戦

札幌ブロックリーグからの降格やチームの新規参入、解散などによってチーム数が増減する。

### 昇格・降格に関して
- Sリーグ優勝チームは札幌ブロックリーグへ昇格し、準優勝チームは札幌ブロックリーグ下位2番目[7]のチームとの入れ替え戦で勝利すれば昇格となる。
- Sリーグ昇格戦 : Sリーグ最下位チームはAリーグ1部へ降格し、Aリーグ1部優勝チームはSリーグへ昇格する。Sリーグ下位2番目のチームとAリーグ1部準優勝チームと入れ替え戦を行い、Aリーグ1部準優勝チームが勝利すれば入れ替えとなる。
  - 札幌A1部昇格戦を勝ち抜いたチームが全国クラブチームサッカー選手権大会または全国社会人サッカー選手権大会の北海道予選大会に出場し、かつSリーグ申請を提出し適正と認められた場合、当該チームとAリーグ1部準優勝チームで予備戦を行う。
- 札幌A1部昇格戦 : Aリーグ2部準優勝、Aリーグ3部以下の優勝チームによる勝ち残り戦を行い、Aリーグ1部昇格チームを決定する。
- 原則Aリーグ各部の優勝チームが上部リーグへ昇格し、下位2チームが下部リーグへ降格となる。
- リーグ戦、Sリーグ昇格戦、札幌A1部昇格戦の結果を以って当年度の順位を確定し、次年度の所属リーグを決定する。

## 参加クラブ（2025年）

### Sリーグ[8]
- 日本通運FC
- 北海道藻友クラブ
- ボタンダウンFC
- YUTO.SC
- ノルテディオス札幌
- Machu Picchu.FC

### Aリーグ1部[9]
- 札幌市役所サッカー部
- M.C.
- Northern Light City
- Astro boys
- 白石クラブ
- NTT北海道FC
- SSSシェフィールド
- 北洋銀行FC
- JR北海道フットボール倶楽部
- 後志インテルFC[10]

### Aリーグ2部[11]
- アプリーレ札幌K
- 美香保フットボールクラブ
- C-BLAST
- FC.JANEIRO
- NetWork
- レジェンド
- BABE
- E L F
- みっかぼーいず
- F.C. PRADERA

### Aリーグ3部[12]
- 北星フットボールクラブ
- OCEANS 札幌
- サリーレ札幌FC
- 蹴AIクラブ
- FC PHENIX
- FB.SLAVES
- FC VLEA
- NODE FC
- S.B.F
- Goonies

### Aリーグ4部[13]
- FC大将
- LIETO札幌
- アンクル
- 薄野倶楽部
- FCエルマノス
- FC Soleil
- FCベッカウス西札幌カント
- Fenice.B.V
- 北海道新聞社サッカー部
- ロマネスコ
- 北星四十雀

### Aリーグ5部[14]
- 札幌NFC
- HOKKAIDOBANK FC
- もっつ
- F.C NOBLE
- F.C ヴィンチトーレ
- FC.Orca
- FC NAKAMOTO
- シュートンズ
- エストレーノ石狩 ※新規参入
- KOKAJI ※新規参入
- AGGRE ※新規参入

### ミドルリーグA[15]
- ソレマラ ヴェーリョ
- アンフィニ ヒヤシンスミドル
- MBFC
- C-BLAST MID
- 美香保FCミドル
- SSSアンティーゴス
- FC FALKE
- FC FAKE
- YUTO.SC.classic
- 北海道藻友クラブ ミドル

### ミドルリーグB[16]
- GO GO GOALS
- JR北海道フットボール倶楽部セカンド
- ボタンダウンMD
- F.C.PRADERA middle
- 札幌Shoebill FC
- DAIYAN
- sabas masters
- CARLISLE
- Field Champion
- FC Turtoise sapporo

### ミドルリーグC[17]
- F.C.R.L
- 薄野倶楽部ミドル
- C-BLAST Vista
- アスタラビスタ ※新規参入
- 北星ヴィンテージ
- AOTO
- 戸塚サッカースクール
- もっつミドル ※新規参入